# Tramète pubescente
Trametes pubescens
Espèce
La tramète pubescente (Trametes pubescens) est un champignon agaricomycète du genre Trametes et de la famille des Polyporaceae.